# Jürg Stüssi-Lauterburg
Jürg Fred Stüssi-Lauterburg (* 4. März 1954; heimatberechtigt in Zürich, Fällanden und Maur) ist ein Schweizer Militärhistoriker, ehemaliger Leiter der Bibliothek am Guisanplatz und Politiker (SVP).

## Leben und Wirken
Stüssi-Lauterburg ist in Zürich und Pfaffhausen aufgewachsen. Er studierte Allgemeine Geschichte, Militärgeschichte und Orientalistik an der Universität Zürich und schloss mit dem Lizenziat ab. In seiner Lizenziatsarbeit (1978) befasste er sich mit dem Selbstverständnis der Palästinensischen Befreiungsorganisation (PLO). Er wurde 1982 bei Walter Schaufelberger an der Universität Zürich mit einer Dissertation Das Schweizer Militärwesen des 17. Jahrhunderts in ausländischer Sicht zum Dr. phil. (summa cum laude) promoviert. Stüssi-Lauterburg war von 1984 bis 2016 Chef der Eidgenössischen Militärbibliothek bzw. der Bibliothek am Guisanplatz. Er hat mehrere Werke zur schweizerischen Militärgeschichte verfasst. Er hat auch Publikationen für die rechtsbürgerlichen Vereine IG Schweiz–Zweiter Weltkrieg und Pro Libertate verfasst. Stüssi-Lauterburg ist Oberst im Generalstab.
Er gehört seit 1974 der SVP an. Stüssi-Lauterburg ist Mitglied des Vorstands der SVP im Bezirk Brugg sowie des Vorstands der SVP des Kantons Aargau. Von 1986 bis 1997 war er zwölf Jahre lang Gemeinderat in Windisch. Von 2003 bis zum 2013 gehörte er dem Grossen Rat des Kantons Aargau an. Seit dem 1. April 2013 ist er als Bezirksrichter im Nebenamt am Bezirksgericht Brugg tätig.
Stüssi-Lauterburg war Präsident und ist heute Mitglied des Stiftungsrats der Stiftung für Demokratie, die 1991 vom Politikwissenschaftler Peter Sager gegründet wurde. Er ist Mitglied des Stiftungsrats der Stiftung Schloss Jegenstorf und ehemaliges Mitglied des Stiftungsrats des Freilichtmuseums Ballenberg. Zusammen mit seiner Frau Barbara Stüssi-Lauterburg leitet er Reisen der Schweizerischen Gesellschaft für militärhistorische Studienreisen.
Er wohnt seit 1983 in Windisch, ist verheiratet und hat zwei Kinder.

## Schriften (Auswahl)
- Das Selbstverständnis der PLO: Das ist ein Versuch, PLO und palästinensische Widerstandsbewegung in der Zeit zwischen 1964 und 1973 aufgrund hauptsächlich palästinensischer Quellen darzustellen. Zürich 1978.
- Das Schweizer Militärwesen des 17. Jahrhunderts in ausländischer Sicht. Dissertation, Universität Zürich, 1982.
- mit Rosy Gysler-Schöni: Helvetias Töchter: Frauen in der Schweizer Militärgeschichte von der Entstehung der Eidgenossenschaft bis zur Gründung des Frauenhilfsdienstes (1291–1939). Huber, Frauenfeld 1989, ISBN 3-7193-1010-8.
- mit Dagmar Heuberger: Die Frau in der Schweizer Armee von 1939 bis heute: Aus der Geschichte des Frauenhilfsdienstes und des Militärischen Frauendienstes. Attinger, Hauterive 1990, ISBN 2-88256-045-1.
- Föderalismus und Freiheit: Der Aufstand von 1802 – Ein in der Schweiz geschriebenes Kapitel Weltgeschichte. Effingerhof, Brugg 1994, ISBN 3-85648-109-5.
- Weltgeschichte im Hochgebirge: Entscheidung an der Grimsel 14. August 1799. Merker im Effingerhof, Baden 1995, ISBN 3-85648-092-7.
- Historischer Abriss zur Frage einer Schweizer Nuklearbewaffnung. Eidgenössische Militärbibliothek, Bern 1995.
- mit Hans Luginbühl: Vivat das Bernerbiet bis an d’r Welt ihr End! Berns Krieg im Jahre 1789 gegen die Franzosen. Merker im Effingerhof, Baden/Lenzburg 2000, ISBN 3-85648-089-7.
- mit Hans Luginbühl u. a.: Verachtet Herrenpossen! Verschüchet fremde Gäst! Der Bauernkrieg von 1653. Merker im Effingerhof, Lenzburg 2003, ISBN 3-85648-124-9.
- Allein: Die Schweiz zwischen dem 5. März 1940 und dem 5. August 1941. IG Schweiz–Zweiter Weltkrieg, Aarau 2004.
- Eine mutige Haltung: Die Schweiz des Jahres 1941 in amerikanischen, schweizerischen und weiteren Quellen. IG Schweiz–Zweiter Weltkrieg, Aarau 2005.
- Uncle Sam und Schwester Helvetia. IG Schweiz–Zweiter Weltkrieg, Aarau 2005.
- Not und Solidarität: Der Bezirk Brugg vor zweihundert Jahren – Alte Briefe im Brugger Archiv legen Zeugnis ab. Merker im Effingerhof, Lenzburg 2008, ISBN 978-3-85648-083-7.
- mit Stefanie Frey: Unvollständiges Protokoll eines Krieges, der nicht stattfand: Schweizerische Militärgeschichte aus der Sicht westlicher Quellen von 1944 bis 1973. Merker im Effingerhof, Lenzburg 2009, ISBN 978-3-85648-086-8.
- mit Hans Luginbühl: Freier Fels in brauner Brandung: Die Schweiz in den schwersten Jahren des Bundesstaates 1940 bis 1942. Merker im Effingerhof, Lenzburg 2009, ISBN 978-3-85648-087-5.